# Bredsjön, Jämtland
Bredsjön är en sjö i Åre kommun i Jämtland och ingår i Indalsälvens huvudavrinningsområde. Sjön har en area på 2,41 kvadratkilometer och ligger 777,1 meter över havet. Sjön avvattnas av vattendraget Dammån (Storån).

## Delavrinningsområde
Bredsjön ingår i det delavrinningsområde (699940-137989) som SMHI kallar för Utloppet av Bredsjön. Medelhöjden är 804 meter över havet och ytan är 9,24 kvadratkilometer. Räknas de 5 avrinningsområdena uppströms in blir den ackumulerade arean 63,55 kvadratkilometer. Dammån (Storån) som avvattnar avrinningsområdet har biflödesordning 2, vilket innebär att vattnet flödar genom totalt 2 vattendrag innan det når havet efter 339 kilometer. Avrinningsområdet består mestadels av skog (59 procent) och kalfjäll (13 procent). Avrinningsområdet har 2,41 kvadratkilometer vattenytor vilket ger det en sjöprocent på 26 procent.